# サルバドール・サンチェス・セレン

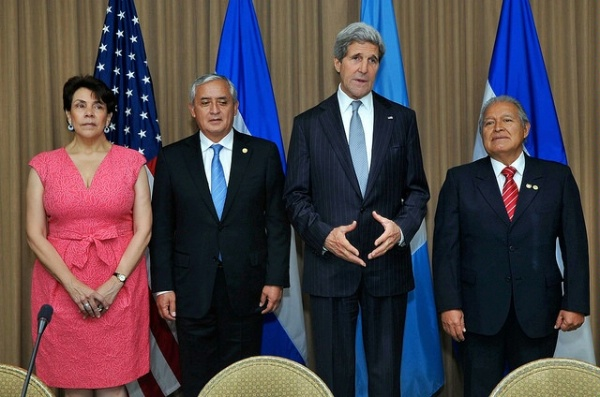
2014年7月1日、ホンジュラスのミレヤ・アグエロ外相、グアテマラのオットー・ペレス・モリーナ大統領、アメリカ合衆国のジョン・ケリー国務長官と共にパナマ市のホテルにて撮影。

サルバドール・サンチェス・セレン（スペイン語: Salvador Sánchez Cerén、1944年6月18日 - ）は、エルサルバドルの政治家、元ゲリラ。所属政党はファラブンド・マルティ民族解放戦線 (FMLN) 。2009年より同じく FMLN のマウリシオ・フネス大統領の下で副大統領を務めた後、2014年から2019年までエルサルバドル共和国大統領を務めた。
氏名はサルバドル・サンチェスセレンなどとも書かれる。

## 経歴
1944年6月18日、エルサルバドルの首都サンサルバドルから数キロメートル離れた町ケサルテペケにて、木材職人の父アントニオ・アルフォンソ・サンチェスと村市場の食品販売員の母ドロレス・エルナンデスとの間に生まれる。スペイン語圏の命名法に従えば、この二人から生まれた子の姓は本来「サンチェス・エルナンデス」となるはずであるが、彼の場合は母方の祖母の第二姓が誤って登録されたため、「サルバドール・サンチェス・セレン」となっている。
サンサルバドルの学校を卒業後、10年間教師として働く。1979年に勃発したエルサルバドル内戦ではレオネル・ゴンサーレス司令官 (Comandante Leonel González)という名でゲリラとして戦った。
2009年の大統領選挙ではマウリシオ・フネスとともにFMLNの代表として当選し、フネスは大統領となり、サンチェス・セレンは副大統領となる。
2014年の大統領選挙において、2月2日に実施された初回投票では48.93%の得票率であり、サンサルバドル市長のノルマン・キハノの38.96%、前大統領のアントニオ・サカの11.44%に差をつけて首位となったが、過半数にわずかに届かなかった。3月9日に実施されたキハノとの決選投票では50.11%対49.89%（1,495,815票対1,489,451票）、約6300票の差で辛勝した。
2014年6月1日、サルバドール・サンチェス・セレンはエルサルバドル共和国大統領に69歳で就任した。サンサルバドルで催された就任式にはスペインのフェリペ王子（後の国王フェリペ6世）など、約100か国からの賓客を含め、約6400名が列席した。日本からは林幹雄が特派大使として派遣され、就任式前日の5月31日にサンチェス・セレンと会談している。
サルバドール・サンチェス・セレンに替わり、新たな副大統領となったオスカル・サムエル・オルティス・アセンシオはかつて首都近郊の町サンタテクラの市長を2000年5月1日から14年間に渡って務めていた。
エルサルバドルは中華民国（台湾）を承認していたが、2018年8月21日に、中華人民共和国が国交樹立の条件とする台湾との断交をエルサルバドルが受け入れ、サルバドールは同年の10月31日、中華人民共和国の主席習近平の招待に応じて、中華人民共和国を訪問して中国国際輸入博覧会に出席した。